# Одлинг, Уильям
Уильям Одлинг (англ. William Odling) (5 сентября 1829, Саутуорк — 17 февраля 1921, Оксфорд) — английский химик.
В 1846—1850 получил медицинское образование в медицинской школе при госпитале Св. Варфоломея в Лондоне. В 1850 изучал химию в Париже у Шарля Жерара. С 1868 — профессор Королевского института, с 1872 — Оксфордского университета. Член Лондонского королевского общества с 1859, его почётный Секретарь (1856—1869), Вице-президент (1869—1872) и Президент (1873—1875)
Основные работы Одлинга посвящены теоретической химии. Будучи последователем теории типов Жерара — Лорана, относил к типу воды все кислоты и соли. Работы Одлинга внесли важный вклад в подготовку теории валентности. В 1854 он одновременно с Ф.А.Кекуле предложил тип метана (болотного газа) в качестве побочного типа; распространил представления об основности (атомности) радикалов на химические элементы и предложил обозначать штрихами способность атома данного элемента к замещению того или иного числа атомов водорода.
Одлинг предпринял несколько попыток систематизировать химические элементы, основываясь на их атомном весе и атомности (валентности), составив в период 1857—1868 несколько таблиц элементов. В таблице, предложенной им в 1864 (не сопровождавшейся, однако, никакими комментариями), как и в «земной спирали» Шанкуртуа (1862), таблицах Ньюлендса (1864) и Мейера (1864—1870), видны, по словам Д.И.Менделеева, «начатки периодического закона».